# Berny-en-Santerre
Berny-en-Santerre (picardisch: Bérny-in-Santérre) ist eine nordfranzösische Gemeinde mit 151 Einwohnern (Stand 1. Januar 2022) im Département Somme in der Region Hauts-de-France. Die Gemeinde gehört zum Kanton Ham und ist Teil der Communauté de communes Terre de Picardie.

## Geographie
Die Gemeinde liegt rund 6,5 km nordnordöstlich von Chaulnes und wird westlich von der Autoroute A1 und im Norden von der Départementsstraße D1029 (Teil des Systems der Chaussée Brunehaut) begrenzt. Der Bahnhof TGV Haute-Picardie in Ablaincourt-Pressoir liegt knapp außerhalb des Gemeindegebiets.

## Geschichte
Die Gemeinde erhielt als Auszeichnung das Croix de guerre 1914–1918.

## Einwohner
| 1962 | 1968 | 1975 | 1982 | 1990 | 1999 | 2006 | 2010 |
| ---- | ---- | ---- | ---- | ---- | ---- | ---- | ---- |
| 172  | 174  | 169  | 146  | 149  | 153  | 143  | 152  |

## Verwaltung
Bürgermeister (maire) ist seit 2008 Francis Leroy.

## Persönlichkeiten
- Antoine Jean Galiot Mandat (1731–1792), Herr von Berny und 1792 Kommandeur der Garde nationale